# Spargania quadripunctata
Spargania quadripunctata là một loài bướm đêm trong họ Geometridae.